# Devnja
Devnja (Bulgaars: Девня) is een stad en een gemeente in Bulgarije, nabij Varna, met c. 7.800 respectievelijk 8.500 inwoners (2020). In de oudheid stond de stad bekend als Marcianopel (Latijn: Marcianopolis; Grieks: Μαρκιανούπολις, Markianoupolis). Het is de derde stad van de oblast - alleen Varna en Provadia zijn groter.

## Geschiedenis
De Romeinse stad Marcianopel werd gebouwd door keizer Trajanus ter ere van zijn zuster Marciana. Ten tijde van de invallen van de Goten in het midden van de derde eeuw was Marcianopel de hoofdstad van Moesia Inferior.

## Geografie
De gemeente Devnja is gelegen in het centrale deel van de oblast Varna. Met een oppervlakte van 121,052 km² is het de elfde van de 12 gemeenten qua oppervlakte (oftewel 3,16% van het grondgebied van de oblast). De grenzen zijn als volgt:
- in het noorden - gemeente Soevorovo;
- in het oosten - gemeente Aksakovo;
- in het zuidoosten - de gemeente Beloslav en de gemeente Avren;
- in het westen - gemeente Provadia;
- in het noordwesten - gemeente Vetrino.

De stad ligt niet ver van de Pobiti Kamani.

## Bevolking
Op 31 december 2020 telde de stad Devnja 7.797 inwoners, terwijl de gemeente Devnja, bestaande uit de stad Devnja en twee dorpen, 8.540 inwoners had. In het dorp Kipra woonden 434 personen, terwijl Padina 309 inwoners had.

### Religie
Een meerderheid van de bevolking van de gemeente Soevorovo identificeerde zichzelf als christenen. Bij de telling van 2011 identificeerde 77,8% van de ondervraagden (5.438 personen) zich als aanhanger van de Bulgaars-Orthodoxe Kerk. De 371 moslims vormden de grootste minderheid met 5,3%. De rest van de ondervraagden had geen religie (369 personen, oftewel 5,3%) of was aanhanger van een ander geloof.
| Religieuze samenstelling in februari 2011 | Religieuze samenstelling in februari 2011 | Religieuze samenstelling in februari 2011 | Religieuze samenstelling in februari 2011 | Religieuze samenstelling in februari 2011 |
| ----------------------------------------- | ----------------------------------------- | ----------------------------------------- | ----------------------------------------- | ----------------------------------------- |
|                                           |                                           |                                           |                                           |                                           |
| Bulgaars-Orthodoxe Kerk                   | Bulgaars-Orthodoxe Kerk                   |                                           | 77,75%                                    | 77,75%                                    |
| Katholieke Kerk                           | Katholieke Kerk                           |                                           | 0,30%                                     | 0,30%                                     |
| Protestantisme                            | Protestantisme                            |                                           | 1,22%                                     | 1,22%                                     |
| Islam                                     | Islam                                     |                                           | 5,30%                                     | 5,30%                                     |
| Geen                                      | Geen                                      |                                           | 5,28%                                     | 5,28%                                     |
| Anders/ Onbekend                          | Anders/ Onbekend                          |                                           | 10,15%                                    | 10,15%                                    |

## Gemeentelijke kernen
De gemeente Devnja bestaat uit drie nederzettingen.
| Plaats | Cyrillisch | Oppervlakte | Bevolking (2020) |
| ------ | ---------- | ----------- | ---------------- |
| Devnja | Девня      | 83,621 km²  | 7.797            |
| Kipra  | Кипра      | 17,736 km²  | 434              |
| Padina | Падина     | 19,695 km²  | 309              |
| Totaal |            | 121,052 km² | 8.540            |

Aksakovo · Avren · Beloslav · Bjala · Dalgopol · Devnja · Dolni Tsjiflik · Provadia · Soevorovo · Valtsji Dol · Varna · Vetrino